# مايك كابيل
مايك كابيل (بالإنجليزية: Mike Capel)‏ (و. 1961  م) هو لاعب كرة قاعدة  أمريكي، ولد في مارشال، تكساس، مركز لعبه هو مرسل الكرة ‏.

## التعليم
تعلم في جامعة تكساس في أوستن
.